# Roberto José Corrêa
Roberto José Corrêa, detto Robertão (Rio de Janeiro, 5 maggio 1949 – 8 settembre 2021), è stato un cestista brasiliano.

## Carriera
Ha partecipato al Campionato del mondo 1974 e al Campionato del mondo 1978, dove ha vinto la medaglia di bronzo, segnando 29 punti in 3 partite.